# Olešenka
Olešenka är en ort i Tjeckien.   Den ligger i regionen Vysočina, i den centrala delen av landet, 110 km sydost om huvudstaden Prag. Olešenka ligger 525 meter över havet och antalet invånare är 175.
Terrängen runt Olešenka är huvudsakligen platt, men norrut är den kuperad. Terrängen runt Olešenka sluttar västerut. Runt Olešenka är det ganska glesbefolkat, med 35 invånare per kvadratkilometer. Närmaste större samhälle är Havlíčkův Brod, 14,9 km väster om Olešenka. I omgivningarna runt Olešenka växer i huvudsak blandskog.